# Mono (Benin)
Mono (franciául: Département du Mono) Benin tizenkét megyéjének egyike, székhelye Lokossa. 1999-ben lett külön megye, előtte a terület Couffo megyével alkotott egy közigazgatási egységet.

## Földrajz
Az ország délnyugati részén található. Keletről Togo, délről pedig az Atlanti-óceán határolja.
7 település van a megyében:
Megyeszékhely: Lokossa
Bopa, Comé, Grand-Popo, Dogbo, Athieme és Houéyogbé.

## Népesség
39,9% a Sahoue, 21,3% a Kotafon nemzetiséghez tartozik. 

## Vallások
A vudu vallásúak aránya 40,5%-ra tehető. 33,6%-uk kereszténynek vallja magát.